# Vince Taylor (músico)
Brian Maurice Holden (14 de julio de 1939 – 28 de agosto de 1991), conocido con el nombre artístico de Vince Taylor, fue un cantante británico de rock and roll. Fue vocalista y líder de la banda Vince Taylor and The Playboys, en ocasiones Vince Taylor and His Playboys, con la que alcanzó el éxito la Europa continental de los años 50 y 60.

## Biografía
Taylor pasó su infancia en la localidad de Isleworth, en Middlesex, Inglaterra. Cuando tenía 7 años, su familia emigró a Estados Unidos, afincándose en Nueva Jersey, donde el padre encontró trabajo. En 1955, su hermana Sheila, se casó con Joe Barbera, cofundador de los estudios Hanna-Barbera, y la familia se mudó a California, donde Taylor asistió a la Escuela Preparatoria de Hollywood. También tomó clases de vuelo y obtuvo la licencia de piloto.
Con 18, e influido por la música de Gene Vincent y Elvis Presley, Taylor comenzó a cantar en bandas amateur. Su cuñado Joe Barbera comenzó a representarlo como mánager y le pidió que lo acompañara en un viaje de negocios  a Londres. Allí conoció al batería Tony Meehan (posteriormente miembro de The Shadows) y al bajista Tex Makins. Juntos formaron The Playboys. Mientras observaba una cajetilla de cigarrillos de la marca Pall Mall se fijó en la frase en latín, In hoc signo vinces. Por este motivo decidió adoptar el nombre artístico de Vince Taylor.
Sus primeros sencillos con el sello discográfico Parlophone, "I Like Love" y "Right Behind You Baby", aparecieron publicados en 1958, a los que siguió varios meses más tarde "Pledgin' My Love", con el tema  "Brand New Cadillac" como cara B.  Fue la última grabación del guitarrista Joe Moretti con la banda, antes de unirse a Johnny Kidd & the Pirates. A Parlophone no le satisfizo los resultados obtenidos por la banda y les rescindió el contrato discográfico. Taylor firmó con Palette Records y grabó "I'll Be Your Hero" y "Jet Black Machine", que fueron publicados el 19 de agosto de 1960.
El 23 de abril de 1960, la cadena ABC-TV estrenó el programa de televisión semanal dedicado al rock and roll, Wham!, que contó con las actuaciones de Taylor con Dickie Pride, Billy Fury, Joe Brown, Jess Conrad, Little Tony y Johnny Kidd & the Pirates.
Mientras en el escenario, Taylor era dinámico, fuera de él, su personalidad impredecible desencadenó numerosos altercados con el resto de la banda, que en 1961 se separó de él, cambiando su nombre a The Bobbie Clarke Noise. Bajo este nombre fueron presentados en el Olympia de París en julio de 1961. Como cabeza de cartel para este espectáculo figuraba Wee Willie Harris.
Taylor continuó en contacto con la banda y les pidió acompañarles a París. Se presentó en la prueba de sonido vestido de cuero negro con una cadena al cuello con un medallón de Juana de Arco que había comprado en Calais y realizó una actuación tan extraordinaria que los organizadores del concierto decidieron poner a Taylor como cabeza de cartel. Como resultado de las dos actuaciones ofrecidas en París, Eddie Barclay le ofreció firmar un contrato discográfico de seis años con el sello Barclay Records.

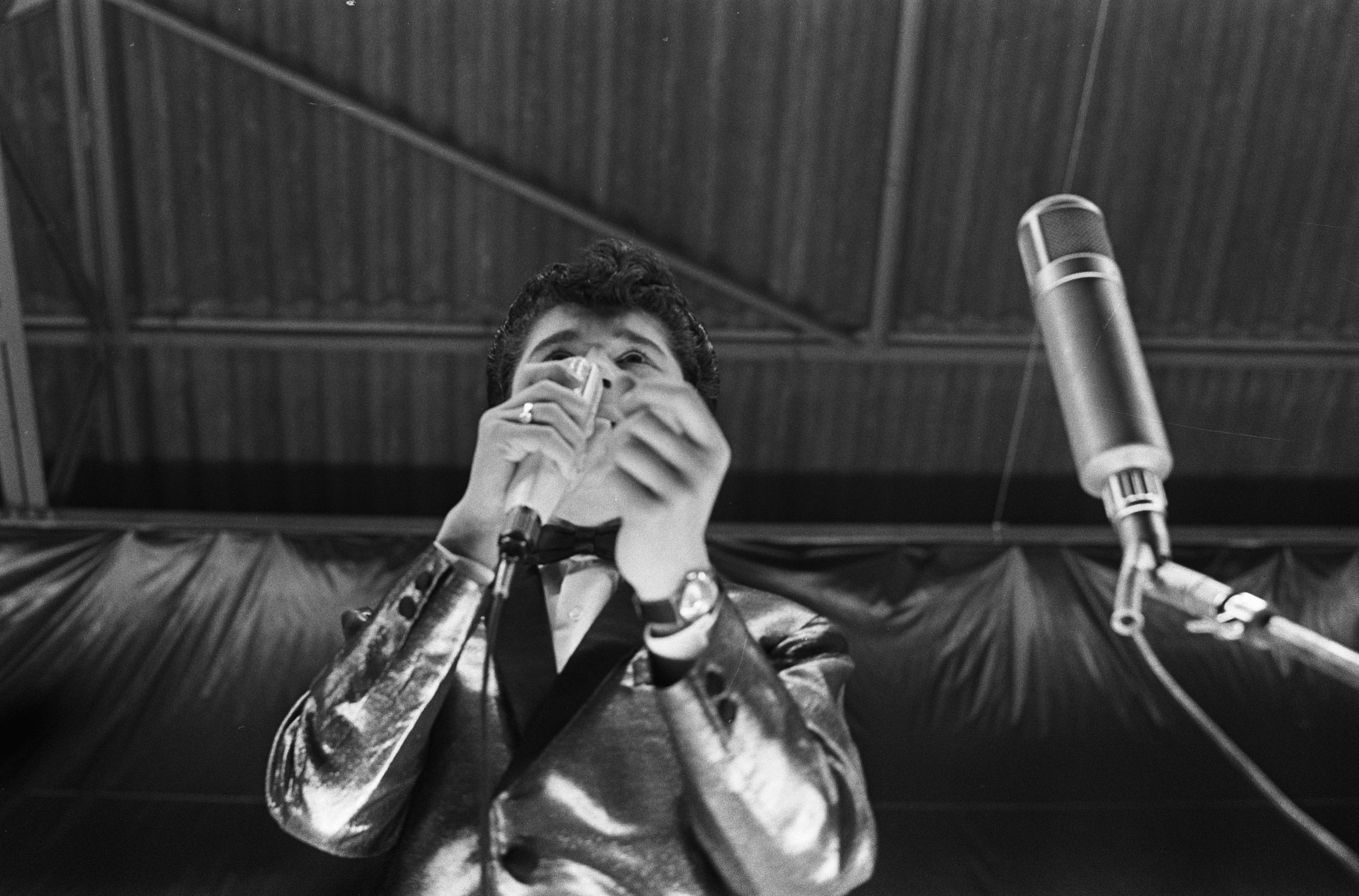
Vince Taylor (1963)

Durante 1961 y 1962, Taylor estuvo de gira por Europa con la banda de Clarke, a veces llamada Vince Taylor and His Playboys. Entre concierto y concierto grabaron numerosos EPs y un álbum de veinte canciones en los Barclay Studios de París.
A finales de 1962, Vince Taylor and The Playboys regresaron al Olympia de París como cabezas de cartel. Sylvie Vartan actuó como telonero.
A pesar de la buena imagen sobre el escenario de The Playboys, las relaciones con la banda fuera de él continuaron siendo tensas y de nuevo se separaron. Taylor continuó la gira respaldado por la banda británica The Echoes, el grupo que acompañaba a Gene Vincent en sus giras por el Reino Unido, y que durante la gira con Taylor fueron presentados como The Playboys.
En febrero de 1964, un nuevo sencillo, "Memphis Tennessee", con una versión del tema "A Shot of Rhythm and Blues" como cara B, fue publicado con el sello Barclay. The Playboys estaban formados por Joey Greco y Claude Djaoui en las guitarras, Ralph Di Pietro al bajo y Bobbie Clarke en la batería. El grupo estuvo bajo contrato con la orquesta de Johnny Hallyday.
Tras la retirada temporal de Hallyday para hacer el servicio militar, Taylor se volvió a reincorporar a la banda, que actuó como The Bobbie Clarke Noise, con Ralph Danks a la guitarra, Alain Bugby al bajo, Johnny Taylor en la guitarra rítmica y "Stash" Prince Stanislas Klossowski de Rola a la percusión. Representados por Jean Claude Camus, la banda se embarcó en una exitosa gira por España, tras la cual volvieron a ser cabezas de cartel en el Olympia de París junto a The Rolling Stones durante la Semana Santa de 1965.
A finales de 1965, la banda se separa de nuevo y Taylor, con graves problemas con el alcohol y las drogas, ingresa en una congregación religiosa. Ralph Danks se unió como guitarrista a Three Dog Night, y más tarde tocaría con Tom Jones, Elvis Presley y Bob Dylan. Stash, que tenía una estrecha amistad con The Rolling Stones, produciría un álbum para the Dirty Strangers con Keith Richards y Ronnie Wood. Clarke reemplazaría al batería Don Conka en las sesiones de grabación de numerosos temas de la banda Love. También tocaría con Vince Flaherty y su banda, The Invincebles, Frank Zappa, Jimi Hendrix, y en el proyecto musical que desembocaría en la creación de Deep Purple. También formó parte de la banda, Bodast, con Steve Howe y Dave Curtis.  En 1968, Bodast grabaron un álbum con MGM Records, telonearon a The Who, y actuaron como banda de acompañamiento de Chuck Berry en el Royal Albert Hall de Londres.
Mientras tanto, Clarke se involucró en la recuperación y el regreso de su amigo Vince Taylor, organizando una gira de un mes por Francia, anunciada como 'Vince Taylor y Bobbie Clarke respaldados por Les Rockers'. Eddie Barclay le dio una nueva oportunidad a Taylor, quien volvió a grabar y actuó de manera intermitente durante los años setenta y ochenta, hasta su muerte en 1991.
Durante su carrera, Taylor escribió numerosas canciones, entre las que destaca, "Brand New Cadillac". El tema fue versionado por numerosos artistas. The Clash incluyeron una versión en su álbum de 1979, London Calling. Taylor vivió en Suiza los últimos años de su vida, donde trabajó como mecánico de aviones, según él, la época más feliz de su vida.
Taylor falleció debido a un cáncer en agosto de 1991, a los 52 años de edad. Fue enterrado en Lausana, Suiza, donde residía desde 1983.

## Legado
Según David Bowie, Taylor fue la principal inspiración para crear su personaje, Ziggy Stardust.
La banda Golden Earring publicó en su álbum de 1973, Moontan, la canción "Just Like Vince Taylor", que también sirvió como cara B del exitoso sencillo "Radar Love".
El cantante Van Morrison, en su canción "Goin' Down Geneva", menciona a Taylor, con las frases: "Vince Taylor used to live here/No one's even heard of him/Just who he was/Just where he fits in".

El 18 de agosto de 2010, la emisora BBC Radio 4 transmitió el documental Ziggy Stardust Came from Isleworth que, en palabras del productor, es un programa que "descubre la verdad sobre un cantante cuyo estilo de vida salvaje finalmente lo destruyó, pero al hacerlo dio lugar a un mito que trascendió el glam-rock y la ciencia ficción".
Adam Ant coescribió y grabó el tema "Vince Taylor", incluido es su álbum de 2013, Adam Ant Is the Blueblack Hussar in Marrying the Gunner's Daughter. La canción es en parte un homenaje a Taylor, y en parte se refiere a una cadena chapada en oro que Taylor le dio a su novia francesa Valerie, quien luego se la pasó a Adam Ant (Ant también afirmó haber usado la cadena como arma, envuelta alrededor de su puño, en un enfrentamiento con Sid Vicious.)

## The Playboys

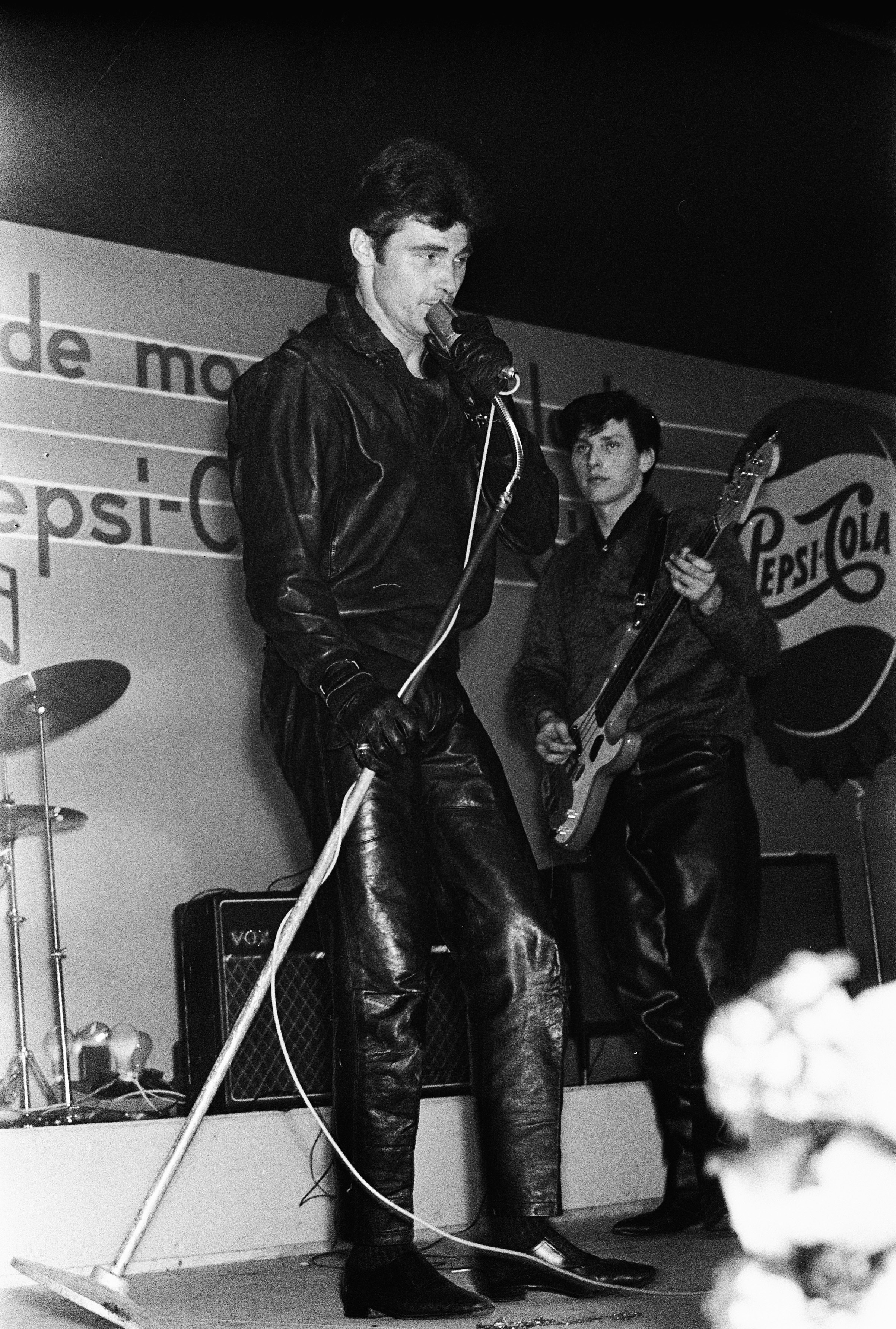
Taylor & The Playboys (1963)

Tras numerosos cambios, la formación final de The Playboys estuvo compuesta por:
- Bobbie Clarke (batería), nacido como Robert William Woodman, el 13 de junio de 1941 en Coventry, Warwickshire),
- Johnny Vance (bajo), nacido como David John Cobb en 1941 en Portsmouth, Hampshire, falleció el 16 de abril de 2007
- Alain Le Claire (piano), nacido como Alan Cocks el 26 de agosto de 1938 en Dulwich, Londres.
- Tony Harvey (guitarra) nacido en 1940 y fallecido el 23 de marzo de 1993.